# Megarenia punctalis
Megarenia punctalis är en fjärilsart som beskrevs av Brandt 1941. Megarenia punctalis ingår i släktet Megarenia och familjen nattflyn. Inga underarter finns listade i Catalogue of Life.